# Wisław II
Wisław II (ur. ok. 1240, zm. 29 grudnia 1302) – książę rugijski w latach 1260–1302.

## Życiorys
Syn księcia rugijskiego Jaromara II i Eufemii, córki księcia gdańskiego Świętopełka II Wielkiego. Władzę objął po śmierci ojca w 1260 r. Zgłaszał pretensje do spadku na Pomorzu. W 1269 r. zajął ziemię sławieńską i założył miasto Darłowo. W 1277 r. sprzedał ją margrabiom brandenburskim. Dwa lata później zawarł z nimi układ w sprawie podziału Pomorza Gdańskiego po śmierci Mściwoja II. W 1295 r. Wisław II z synami Wisławem III i Samborem wystąpił jako dziedzic Mściwoja. W 1300 r. Sambor rugijski z pomocą rycerstwa pomorskiego opanował okolice Darłowa, Sławna i Białogardy. Wyparty przez Czechów korzystających z pomocy krzyżackiej, Wisław II zapewne aż do śmierci używał tytułu księcia pomorskiego.
Książę starał się o wsparcie polityczne ze strony miast Lubeki i Stralsundu. 13 czerwca 1283 r. Lubeka, Wismar, Rostock, Stralsund, Greifswald, Szczecin, Demmin, Anklam oraz książę Saksonii-Lauenburg Jan I, książęta meklemburscy, Bogusław IV i Wisław II zawarli pokój ziemski w Rostocku skierowany przeciw Brandenburgii.
W 1283 r. Wisław II otrzymał od króla niemieckiego Rudolfa Habsburga swoje ziemie jako lenno Rzeszy. Postanowienia dokumentu ograniczały się prawdopodobnie tylko do obszarów na stałym lądzie. Wyspa Rugia pozostała lennem duńskim na co wskazuje obecność Wisława II na duńskich Hoftagach i świadkowanie na duńskich dokumentach królewskich.
Książę wspierał rozwój miast. W 1285 r. nadał Tribsees prawa miejskie. W 1290 r. Stralsund został obdarowany prawem połowu śledzi na półwyspie Wittow i monopolem handlowym na Rugii. W 1288 r. Greifswald otrzymał saliny, a w 1297 r. prawo budowy portu w Wieck u ujścia rzeki Ryck. Wisław obdarowywał również klasztory cysterskie w Eldenie i Neuenkamp.
Wisław II zmarł podczas odwiedzin u swojej córki Eufemii w Norwegii i został pochowany w kościele mariackim w Oslo.

## Rodzina
Wisław II poślubił w latach 1263–1269 Agnieszkę, córkę księcia brunszwickiego (Braunschweig-Lüneburg) Ottona I. Z tego małżeństwa pochodziło ośmioro dzieci:
- Wisław III od 1286 r. współrządca wraz z ojcem
- Jaromar (ur. ok. 1267, zm. 1304) – rektor kościoła św. Mikołaja w Stralsundzie, po 1288 r. do 1294 lub 1298 r. biskup kamieński
- Eufemia (ur. ok. 1289, zm. 1312) – od 1299 r. żona króla Norwegii Haakona V
- Sambor (ur. ok. 1267, zm. 4 czerwca 1304), od 1302 współrządca Wisława III – zginął zapewne podczas walk na Pomorzu Środkowym
- Małgorzata (ur. ok. 1265–1271, zm. 1318) – poślubiła w latach 1283–1284 r. księcia Bogusława IV
- Świętopełk (ur. ok. 1273, zm. po 1285)
- Helena (ur. ok. 1271, zm. 9 sierpnia 1315) – poślubiła w 1288 r. księcia meklemburskiego Jan III (książę Meklemburgii, XIII w.), a w 1299 r. księcia Bernarda von Anhalt-Bernburg
- Zofia (ur. ok. 1281, zm. po 1302) – wymieniona jedynie w testamencie ojca z 27 grudnia 1302 r. Mieszkała wraz z siostrą Eufemią w Norwegii.

## Literatura
- Edward Rymar: Rodowód książąt pomorskich, t. 1, Szczecin 1995, s. 182, 298–300.
- Joachim Wächter: Das Fürstentum Rügen – Ein Überblick. In: Beiträge zur Geschichte Vorpommerns: die Demminer Kolloquien 1985–1994. Thomas Helms Verlag, Schwerin 1997, ISBN 3-931185-11-7 (niem.)